# Anolis salvini
Pour les articles homonymes, voir Salvini.
Espèce
Synonymes
- Norops salvini (Boulenger, 1885)
- Anolis vociferans Myers, 1971

Anolis salvini est une espèce de sauriens de la famille des Dactyloidae. 

## Répartition
Cette espèce se rencontre au Panama et au Costa Rica. 
Sa localité type située au Guatemala est une erreur pour Gunther Köhler.

## Étymologie
Cette espèce est nommée en l'honneur d'Osbert Salvin (1835–1898).

## Publication originale
- Boulenger, 1885 : Catalogue of the lizards in the British Museum (Natural History) I. Geckonidae, Eublepharidae, Uroplatidae, Pygopodidae, Agamidae, Second edition, London, vol. 1, p. 1-436 (texte intégral).